# Monarquia constituinte
Uma monarquia não soberana ou monarquia constituinte é aquela em que o chefe do sistema monárquico (seja um território geográfico ou um grupo étnico) e o próprio sistema estão sujeitos a uma autoridade temporal superior à sua. Os Estados constituintes do Império Alemão ou os Estados principescos da Índia britânica são dois exemplos históricos; enquanto a Monarquia Zulu, cujo poder provém da Constituição da África do Sul, é um exemplo contemporâneo.

## Estrutura
Essa situação pode existir em uma capacidade formal, como nos Emirados Árabes Unidos (onde sete emirados historicamente independentes agora servem como Estados constituintes de uma federação, cujo Presidente é escolhido entre os emires), ou em uma situação mais informal , em que territórios teoricamente independentes estão em suserania feudal de vizinhos mais poderosos ou potências estrangeiras (a questão dos Estados principescos no Raj britânico), e, portanto, pode-se dizer que carecem de soberania no sentido de que não podem, para fins práticos, conduzir seus assuntos de Estado sem impedimentos. O arranjo mais formalizado é conhecido como monarquia federal, em que a relação entre as monarquias constituintes menores e o governo central (que pode ou não ter território próprio) é paralela à dos estados a um governo federal nas repúblicas, como o Estados Unidos da América. Como monarquias soberanas, existem não-soberanos hereditários e eletivos.
Os sistemas de suserania formal e informal eram comuns antes do século XX, quando os sistemas monárquicos regiam a maioria dos Estados. Durante o século XX, no entanto, muitas monarquias tornaram-se repúblicas, e as que permanecem ainda hoje são geralmente os soberanos formais de suas nações. As monarquias subnacionais também existem em alguns países que são, por si mesmos, não monárquicos (geralmente com o objetivo de conservar as tradições locais).
O grau de controle dos monarcas sobre suas políticas varia muito – em alguns, eles podem ter um alto grau de autoridade doméstica (como nos Emirados Árabes Unidos), enquanto outros têm pouco ou nenhum poder de formulação de políticas (o caso de numerosos grupos étnicos). Em alguns, a posição do monarca pode ser de natureza puramente tradicional ou cultural, sem qualquer autoridade constitucional formal.

## Monarquias constituintes contemporâneas

### França
Wallis e Futuna é uma coletividade ultramarina da República Francesa na Polinésia, composta por três ilhas principais (Wallis, Futuna e Alofi, na maior parte desabitada) e várias pequenas ilhotas. A coletividade é composta por três reinos tradicionais: Uvea, na ilha de Wallis, Sigave, na parte ocidental da ilha de Futuna, e Alo, na ilha de Alofi e na parte oriental da ilha de Futuna. Os atuais co-requerentes ao título Rei de Uvea são Felice Tominiko Halagahu e Patalione Kanimoa, o atual Rei de Alo é Filipo Katoa e o atual Rei de Sigave é Eufenio Takala. Estes reinam desde 2016.
O território foi anexado pela República Francesa em 1888, e colocado sob a autoridade de outra colônia francesa, a Nova Caledônia. Os habitantes das ilhas votaram em um referendo de 1959 para se tornar uma coletividade ultramarina da França, efetivada em 1961. A coletividade é governada como uma república parlamentarista na qual os cidadãos elegem uma Assembleia Territorial, cujo Presidente se torna o chefe de governo. Seu gabinete, o Conselho do Território, é composto pelos três Reis e três ministros nomeados. Além desse papel parlamentar limitado que os reis desempenham, os sistemas jurídicos consuetudinários dos reinos individuais têm alguma jurisdição em áreas de direito civil.

### Montenegro
Em 12 de julho de 2011, o Parlamento de Montenegro aprovou a Lei sobre o Estatuto dos Descendentes da Dinastia Petrović Njegoš que reabilitou a Casa Real de Montenegro e reconheceu seus papéis simbólicos limitados no quadro constitucional da república.